# De Nieuwe Meester
De Nieuwe Meester is een appartementencomplex in 2019 en 2020 gebouwd in Amsterdam Nieuw-West.

## Geschiedenis
Eeuwenlang was dit agrarisch gebied in de 19e eeuw behorend tot de gemeente Sloten. De gemeente Amsterdam slokte die gemeente in 1921 op om woningbouw te plegen. De wijk werd volgebouwd met woningen. Voor de bewoners moest ook een gezondheidscentrum komen. En zo werd in oktober 1963 een zittingslokaal geopend van de GGD Amsterdam in combinatie met een ruimte van de Vereniging tot Bestrijding der Tuberculose. Het was de hoek Jan Tooropstraat en Johan Jongkindstraat. Die ziekte was eind jaren vijftig weer in opmars. Op 30 januari 1964 werd het centrum geopend. Arts Piet Muntendam kwam het openen. Het gebouw werd ontworpen in overleg met de arts B. van Vliet. De tuberculose was echter net weer aan een aftocht begonnen.
Nadat de Vereniging en GGD vermoedelijk in de jaren tachtig vertrokken waren was er enige tijd de Grafische Vakbond Druk en Papier van het FNV gevestigd. Daarna volgde leegstand.

## Nieuwbouw
Het gebouw/De gebouwen werd gesloopt in het kader van de herontwikkeling van dit stuk Jan Tooropstraat. Voor deze hoek betekende dat er een appartementencomplex van 66 woningen werd neergezet naar ontwerp van BNLA Architecten uit 2016. Zij ontwierp een gebouw dat op een plint van een meter hoog. Daaronder is nog een ondergrondse parkeergarage gesitueerd, die echter doorloopt tot onder de gemeenschappelijke binnentuin. Het gebouw valt op vanwege haar gele, lichtbruine kleurstelling, die contrasteert met de overigen bebouwing hier met donker baksteen. Het gebouw bevat allerlei architectonische variaties, zoals speklagen, afwisseling, horizontaal en verticaal metselverbond, teruggelegen en verspringende geveldelen zoals balkon. De entree is geplaatst onder een overstek die ondersteund wordt door kolommen. De bouw in de Jan Tooropstraat lijkt zich straatinwaarts aangepast te hebben aan de overige bebouwing (meer laagbouw). Het gebouw werd genomineerd voor de Amsterdamse Nieuwbouwprijs 2022, maar legde het af tegen Spaarndammerhart.
De naam is een verwijzing naar twee oude meesters op schildergebied Jan Toorop en Johan Jongkind. Sommige bewoners kijken uit op het klassieke baksteenmozaïek Verdrijving uit het paradijs van Harry op de Laak uit 1960.  

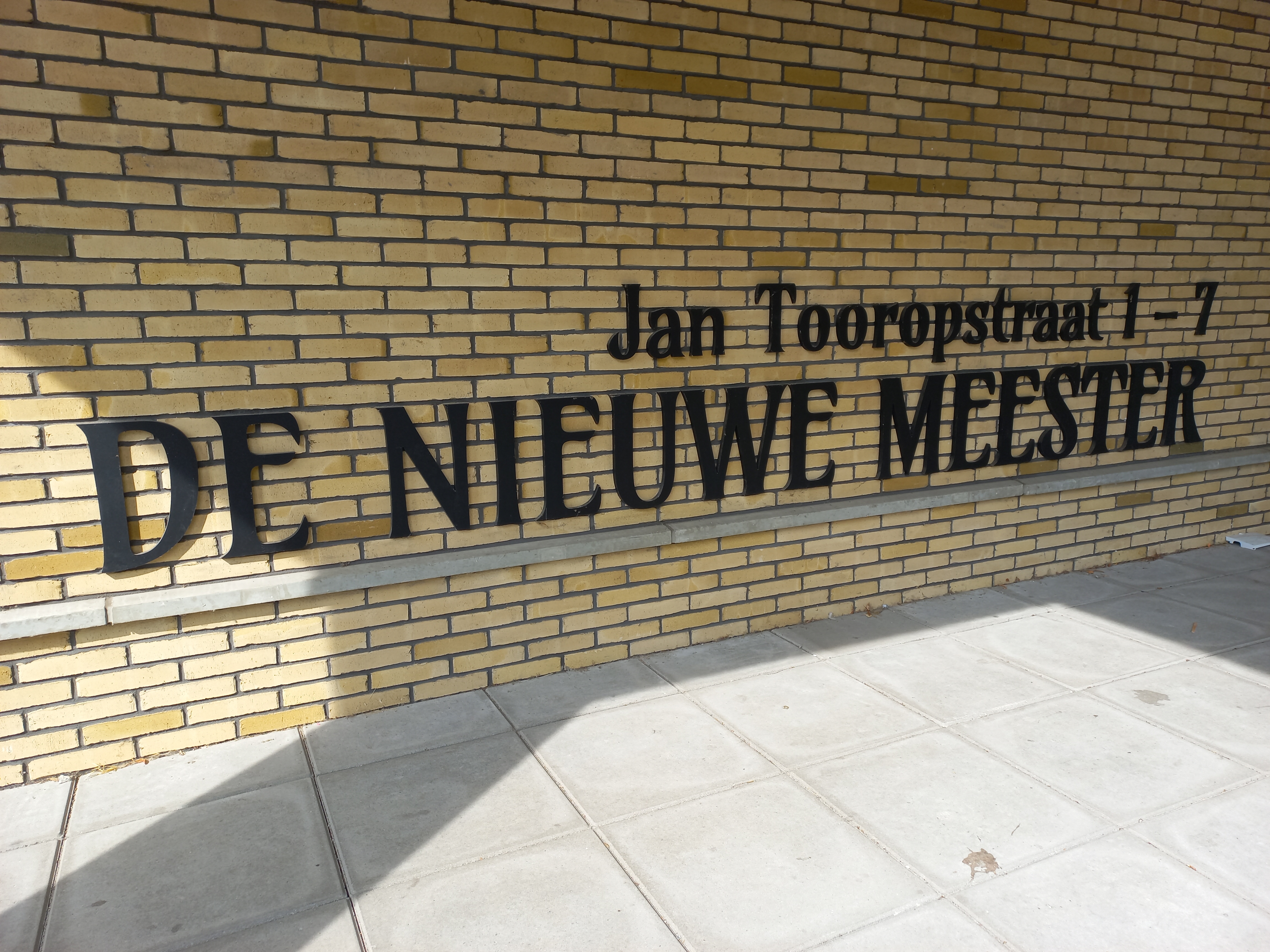
De Nieuwe Meester (september 2022)